# Куусинен, Мартти Эсович
Ма́ртти Э́сович Ку́усинен (1928—2001) — советский и российский языковед, лексикограф, заслуженный деятель науки Республики Карелия (1998).

## Биография
Родился в семье журналиста и переводчика Эса Куусинена (1906—1949) — сына Отто Куусинена. Во время Великой Отечественной войны находился с семьёй в эвакуации в Башкирской АССР. Среднюю школу окончил в Петрозаводске.
В 1951—1954 годах, после окончания финно-угорского отделения Петрозаводского госуниверситета, обучался в аспирантуре при Тартуском университете (руководитель профессор Аристэ П. А.). В 1954 году защитил в Москве кандидатскую диссертацию на тему «Причастия в финском языке».
В 1954—1963 и 1978—1992 годах работал в Институте языка, литературы и истории КарНЦ РАН. В 1963—1978 годах преподавал в Петрозаводском госуниверситете, доцент отделения финского языка и литературы, читал курсы по грамматике, исторической фонетике и исторической грамматике финского языка.

## Научные публикации
- К вопросу об активных причастиях незаконченного действия в финском языке // Труды Карело-Финского филиала Академии наук СССР. — Петрозаводск, 1954. Вып. 1. С. 44-59.
- Русско-финский словарь: 61000 слов [под ред. М. Э. Куусинена, В. М. Оллыкайнен]. — М.: Государственное издательство иностранных и национальных словарей, 1963. — 1000 с.
- Значения русских глагольных приставок и способы передачи приставочных глаголов в финском языке: (на примере приставки за- в глаголах движения) // Вопросы финской филологии. — Петрозаводск, 1979. С. 45-65.
- Финско-русский словарь: Около 14000 слов: Для средней школы [Сост. М. Э. Куусинен]. — Петрозаводск: Карелия, 1981. — 197 с.
- Глаголы идти-ходить и их эквиваленты в финском языке [Куусинен М. Э., Суханова В. С. // Прибалтийско-финское языкознание: Вопросы лексикологии и лексикографии. — Л., 1981. С. 26-31.
- Учебный русско-финский словарь глагольного управления: Около 7 000 слов [М. И. Куусинен, В. С. Суханова; Под ред. М. Э. Куусинена]. — Москва: Русский язык, 1988. — 543 с.
- Финско-русский словарь: Около 15 000 слов [Сост. М. Э. Куусинен]. 2-е изд., испр. и доп. — Петрозаводск: Карелия, 1989. — 196 с.
- Методический материал по истории финского языка: (фонетика и морфология) [сост. М. Э. Куусинен]. — Петрозаводск: [б. и.], 1990. — 32 с.
- Aanne- ja muoto- opillisia harjotuksia: opetusmoniste [M. Kuusinen, M. Mullonen, J. Kiuru, P. Zaikov]. — Petroskoi: Petroskoin yliopiston kustantamo, 1993. — 86 s.
- Финско-русский словарь: Около 15 000 слов [Сост. М. Э. Куусинен]. 3-е изд., испр. и доп. — Петрозаводск: Карелия, 1993. — 199 с.
- Русско-финский словарь глагольного управления: Около 7000 слов [Под общ. ред. М. Э. Куусинена]. — Петрозаводск: Карелия, 1996. — 399 с.
- Большой русско-финский словарь: Свыше 90 000 слов и фразеолог. оборотов [Сост.: М. Э. Куусинен и др. ; Под ред. М. Э. Куусинена]. — М.: Русский язык, 1997. 31, — 1575с.
- Новый большой русско-финский словарь: Свыше 90 000 слов и фразеологич. оборотов. В 2 т. [М. Э. Куусинен, В. М. Оллыкайнен, Ю. Э. Сюрьялайнен; Под ред. М. Э. Куусинена]. Т. 1, А-О. — Москва: Русский язык, 1999. XXXI, — 810 с.
- Новый большой русско-финский словарь: Свыше 90 000 слов и фразеологич. оборотов. В 2 т. [М. Э. Куусинен, В. М. Оллыкайнен, Ю. Э. Сюрьялайнен; Под ред. М. Э. Куусинена]. Т. 2, П-Я. — Москва: Русский язык, 1999. XIII, 811—1575 с.
- Финско-русский словарь: ок. 15 000 слов [сост. М. Э. Куусинен]. 4-е изд., испр. и доп. — Петрозаводск: Карелия, 2000. — 203 с.
- Новый большой русско-финский словарь: Свыше 90 000 слов и фразеолог. оборотов [М. Э. Куусинен, В. М. Оллыкайнен, Ю. Э. Сюрьялайнен; Под ред. М. Э. Куусинена. Т. 1, А-О. 2-е изд., стер. — М.; Порвоо и др.: Русский язык: АО Вернер Седерстрем, 2000. XXXI, 810 с.
- Новый большой русско-финский словарь: Свыше 90 000 слов и фразеолог. оборотов [М. Э. Куусинен, В. М. Оллыкайнен, Ю. Э. Сюрьялайнен; Под ред. М. Э. Куусинена]. Т. 2, П-Я. 2-е изд., стер. — М.; Порвоо и др.: Русский язык: АО Вернер Седерстрем, 2000. XIII, 811—1575 с.
- Финско-русский словарь: Ок. 15 000 слов [М. Э. Куусинен, Н. А. Лебедева, О. А. Храмцова]. 5-е изд. — Петрозаводск: Карелия, 2002. — 416 с.
- Финско-русский словарь: около 15000 слов [М. Э. Куусинен, Н. А. Лебедева, О. А. Храмцова]. Изд. 6-е. — Петрозаводск: Карелия, 2009. — 447 с.